# Sporicide
Une substance sporicide est une substance ayant la capacité de tuer des spores.
Dans la mesure où les spores peuvent être significativement plus résistantes que les bactéries ou les champignons, des désinfectants actifs sur ces derniers ne sont pas forcément actifs sur les spores. Ainsi, les alcools sont bactéricides, mais ne sont pas sporicides. On utilise généralement des solutions de glutaraldéhyde ou d'acide peracétique (plus efficace)
Les normes sur l'efficacité des sporicides sont établies sur les souches  Bacillus subtilis, Bacillus cereus et Clostridium sporogenes.